# Abbott and Costello Go to Mars
Abbott and Costello Go to Mars ist eine US-amerikanische Science-Fiction-Komödie von 1953 mit dem Komiker-Duo Abbott und Costello. Entgegen dem Filmtitel spielt ein Teil der Handlung jedoch nicht auf dem Mars, sondern der Venus. In Deutschland wurde der Film nie synchronisiert und aufgeführt bzw. im Fernsehen ausgestrahlt.

## Handlung
Orville arbeitet in einem Waisenhaus, wo selbst die Kinder besser über Raketentechnik informiert sind als er. Aus Versehen gerät er mit dem Elektriker Lester in eine Mars-Rakete. Wiederum aus Versehen drückt Orville den Startknopf. Nach einem wilden Flug über und durch New York City landet die Rakete schließlich in der Nähe von New Orleans. Hier geraten Orville und Lester in den Mardi Gras und denken, dass sie auf dem Mars gelandet sind, da sie die verkleideten Karnevalisten für Marsianer halten.
Währenddessen machen sich die beiden geflüchteten Sträflinge Harry the Horse und Mugsy an der Rakete zu schaffen, ziehen wie Orville und Lester Raumanzüge an und bewaffnen sich mit einem an Bord befindlichen Lähmungsstrahler, mit dem sie eine Bank überfallen. Die Bankangestellten und Zeugen behaupten, dass Außerirdische die Bank überfallen haben, was die Polizei zur Verzweiflung treibt. Schließlich wird nach Orville und Lester gefahndet. Alle vier treffen sich in der Rakete wieder, die startet und zur Venus fliegt.
Auf der Venus hat Königin Allura vor 400 Jahren die Männerherrschaft abgeschafft, da ihr Mann untreu war. Sie verliebt sich jedoch in Orville und macht ihn zum König, stellt aber auch klar, dass er nichts zu sagen hat. Als sie feststellt, dass auch Orville ein ungetreuer Lügner wie ihr Ex-Mann ist, wird sie wütend. Die vier Erdbewohner fürchten ihren Zorn und entkommen mit der Rakete. Sie fliegen erneut über und durch New York, wobei sich die Freiheitsstatue bei ihrem Anflug wegduckt, um nicht vom Raumschiff getroffen zu werden. Nach einer Bruchlandung werden Orville und Lester mit einer großen Parade als Helden gefeiert, während Harry und Mugsy nur in einem Gefangenentransporter an der Show teilnehmen dürfen.
Als die Venusierinnen sehen, wie sich Orville und Lester auf der Erde köstlich amüsieren, schicken sie eine Fliegende Untertasse nach New York, aus der dem Ex-König ein Kuchen auf den Kopf geworfen wird.

## Produktionsnotizen
Die Rollen der venusischen Wächterinnen und Dienerinnen wurden neben Anita Ekberg mit Siegerinnen aus Schönheitswettbewerb von 1952 besetzt: Jackie Lougherie (Miss USA), Jeri Miller (Miss Welcome to Long Beach), Judy Hatula (Miss Michigan), Patti McKaye, Ruth June Hampton (Miss New Jersey), Jean Thompson (Miss Louisiana), Valerie Jackson (Miss Montana), Renate Hoy (als Renate Huy) (Miss Germany 1952) und Elza Edsman (Miss Hawaii).
Teile der Requisite bzw. Filmausschnitte wurden später für die Spielfilme Metaluna 4 antwortet nicht und In den Krallen der Venus genutzt.

## Kritik
Während Jim Mulholland den Film, der nicht in die deutschen Kinos kam und sich als einziger der Abbott-und-Costello-Filme mit dem Genre Science-Fiction befasst, als schlechteste Abbott-und-Costello-Produktion überhaupt ansah, hielt Bill Warren das Werk für eine gelungene Science-Fiction-Komödie für ein jugendliches Samstagnachmittags-Kinopublikum:
„It was a perfect afternoon. That the film doesn’t look good now doesn’t change what it was to children when it was new.“ (Warren, S. 22.)